# Pommern
Pommern è un comune di 469 abitanti della Renania-Palatinato, in Germania.

È parte del circondario (Landkreis) di Cochem-Zell (targa COC) e della comunità amministrativa (Verbandsgemeinde) di Cochem.